# Lemeki Koroi
Lemeki Koroi (ur. 29 grudnia 1969) – fidżyjski rugbysta grający w formacji ataku, reprezentant kraju zarówno w wersji piętnasto-, jak i siedmioosobowej, triumfator Pucharu Świata 1997.
Uczęszczał do Nasinu Secondary School, pracował w systemie penitencjarnym.
Jego grę charakteryzowały mocne szarże. W latach 1992 i 1998 występował w kadrze piętnastoosobowej zaliczając trzynaście spotkań, w tym cztery testmecze. Rzadko otrzymywał też powołania do reprezentacji kraju w rugby 7, bowiem jego bezpośrednimi rywalami byli wówczas Pauliasi Tabulutu, Noa Nadruku czy Samisoni Rabaka. Nieoczekiwanie udał się z nią na Puchar Świata 1997, w którym Fidżijczycy okazali się niepokonani zdobywając po raz pierwszy Melrose Cup, a sam zawodnik zdobył osiem przyłożeń. Po tym turnieju Post Fiji wydała serię znaczków upamiętniającą zwycięską drużynę, w której znajdowali się również Waisale Serevi, Taniela Qauqau, Jope Tuikabe, Leveni Duvuduvukula, Inoke Maraiwai, Aminiasi Naituyaga, Marika Vunibaka, Luke Erenavula i Manasa Bari.